# Hydrillodes nilgirialis
Hydrillodes nilgirialis là một loài bướm đêm trong họ Noctuidae.